# Cubo de La Galga
De Cubo de La Galga (letterlijk vertaald de emmer van La Galga) is een natuurreservaat in de gemeente Puntallana op het Canarische Eiland La Palma, nabij het plaatsje La Galga.
Het reservaat is gelegen in de ravijnen van de Barranco del Cubo en de Barranco de Nogales en omvat restanten van subtropisch laurierbos. Ze worden tot de mooiste bossen van de Canarische Eilanden gerekend, onder meer door het grote aantal aanwezige bronnen.
Aan de ingang van het natuurgebied is een bezoekerscentrum. Van het bezoekerscentrum vertrekt een gemakkelijke wandeling door het ravijn. Naarmate men dieper doordringt stijgt de vochtigheidsgraad. Het pad kruist via een aquaduct een kanaal dat drinkwater naar La Galga voert en stijgt dan door het bos naar het uitzichtpunt Mirador de la Somada Alta op 790 meter om dan terug af te dalen naar het beginpunt. 

## Historie
Het gebied werd in 1997 opgenomen in het Reserva de la Biosfera de Los Tilos, om in 2002 met de rest van het eiland op te gaan in het Reserva de la Biosfera de La Palma.

## Biotopen, flora en fauna
De vegetatie van het natuurgebied bestaat voornamelijk uit subtropisch laurierbos (laurisilva), met overwegend groenblijvende bomen van de laurierfamilie, zoals Laurus novocanariensis, Persea indica, Ocotea foetens en Apollonias barbujana, en van de hulstfamilie zoals Ilex canariensis. De ondergroei is zeer dicht en bestaat vooral uit reusachtige varens zoals Woodwardia radicans, Diplazium caudatum en Dryopteris oligodonta. 
Op de vochtige rotswanden van de kloof zijn rotsvarens als echt venushaar (Adiantum capillus-veneris), Adiantum reniforme en  Asplenium hemionitis te vinden.
In het bos is naast de klassieke zangvogels ook de endemische laurierduif (Columba junoniae) te horen. Op open plaatsen zijn de vlinders als het Canarisch groot koolwitje (Pieris cheiranthi), het Canarisch bont zandoogje (Pararge xiphioides) en de Canarische atalanta (Vanessa vulcania) te zien.